# Indigofera langebergensis
Indigofera langebergensis är en ärtväxtart som beskrevs av Harriet Margaret Louisa Bolus. Indigofera langebergensis ingår i släktet indigosläktet, och familjen ärtväxter. Inga underarter finns listade i Catalogue of Life.